# Anatomija sisavaca
Anatomija sisavaca područje je anatomije koje proučava građu i organizaciju organizama sisavaca. Organizmi sisavaca, kao i oni kod svih životinja, dijele se na sustave organa:

## Kostur
Većina sisavaca ima sedam vratnih kralježaka (kostiju u vratu); to uključuje šišmiše, žirafe, kitove, i ljude. Postoje naravno i iznimke puput lamantina i dvoprstog ljenjivca koji imaju samo šest vratnih kralježaka te troprsti ljenjivac s čak devet vratnih kralježaka.

## Dišni sustav
Sisavci dišu plućima koja su građena od velikog broja plućnih mjehurića što jako povećava njihovu površinu, čak oko 9 puta površine tijela.
Disanje se odvija uz pomoć ošita (plućne dijafragme) koji, osim što čini pregradu između pluća i trbušne šupljine, služi kao mišić koji steže i opušta pluća. Zrak ulazi kroz nosnu i usnu šupljinu, silazi kroz dušnik te se grana po bronhijama. Opuštanje dijafragme uzrokuje suprotni utjecaj tj. pasivno povratno djelovanje. Za vrijeme fizičkog napora, dijafragma se steže te prisiljava zrak da izlazi brže i silovitije. Rebra također mogu širiti i stezati pluća do neke mjere pomoću djelovanja drugih dišnih mišića. Kao rezultat toga, zrak se tlači u ili protjeruje iz pluća tako da se kreće ispod pritisnog gradijenta.

## Krvožilni sustav
Vidi opširnije
Srce sisavaca ima četiri odjeljka: 2 pretklijetke i 2 klijetke. Zahvaljujući tome a i drugim prilagodbama sisavci imaju stalnu temperaturu tijela. Pretklijetke primaju krv dok klijetke služe provođenju krvi u pluća i kroz cijelo tijelo. Klijetke su stoga veće te imaju deblju stijenku jer mišićna pregrada mora biti jaka kako bi mogla snažno pumpati krv iz srca u tijelo i pluća. Krv koja se vraća iz tijela osiromašena je kisikom te se kreće u desnu pretklijetku koja ju pumpa u desnu klijetku. Desna klijetka pumpa krv u pluća, gdje se izbacuje ugljikov dioksid a ulazi kisik. Takva krv obogaćena kisikom ulazi u lijevu pretklijetku gdje se pumpa u lijevu klijetku (najveću i najjaču od sve četiri). Lijeva klijetka pumpa krv kroz ostatak tijela uključujući i vlastiti dovod krvi srcu. Tako se cirkulacija nastavlja.

## Živčani sustav i osjetila
Mozak sisavaca je najrazvijeniji u odnosu na ostale kralježnjake. Stoga je čovjek zbog najsloženije građe mozga najrazvijeniji sisavac. Većini su sisavaca osjetilni organi smješteni u glavi te osjetilna tjelešca za dodir u koži.

## Razmnožavanje
Većina sisavaca rađa žive mladunce (viviparnost), iako malen broj (jednootvorni) leže jaja. Rađanje živih mladih pojavljuje se i kod nekih ne-sisavaca puput nekih riba (gupije) i morskih pasa.
Za sisavce su karakteristične njihove žlijezde. Jednootvorni, na primjer, nemaju dojke, ali su kod njih svejedno prisutne mliječne žlijezde sisavaca. Većina sisavaca su kopnene životinje, neki vodene, kao kitovi koji predstavljaju najveće organizme od svih životinja. Također postoje semiakvatične vrste kao npr. tuljani. Oni većinu vremena provode u vodi a na zrak izlaze samo prilikom obnavljanja zaliha kisika. No za razliku od kitova, oni izlaze na kopno i radi parenja i podizanja podmlatka.

## Letenje
Jedini sisavci koji zaista mogu letjeti su šišmiši dok se oni poput leteće vjeverice kategoriziraju kao jedreći, kližući ili lebdeći sisavci.